# Gnophos etruscaria
Gnophos etruscaria là một loài bướm đêm trong họ Geometridae.